# Sternlein
Der Sternlein (Asterolinon linum-stellatum (L.) Duby, Synonym: Lysimachia linum-stellatum L.) ist eine Pflanzenart aus der Gattung Asterolinon in der Unterfamilie der Myrsinengewächse (Myrsinoideae) innerhalb der Familie Primelgewächse (Primulaceae).

## Beschreibung

### Vegetative Merkmale
Der Sternlein ist eine einjährige krautige Pflanze, die Wuchshöhen von 2 bis 20 Zentimetern erreicht. Der kantige Stängel ist aufrecht, einfach oder stark verzweigt.
Die gegenständig am Stängel angeordneten Laubblätter sitzend und relativ klein. Die raue, einfache Blattspreite ist eilanzettlich mit spitzem oberen Ende.

### Generative Merkmale
Die Blütezeit reicht Februar bis Juni. Die relativ kleinen Blüten stehen einzeln an dünnen Blütenstielen in den Blattachseln.
Die zwittrigen Blüten sind radiärsymmetrisch und fünfzählig mit doppelter Blütenhülle. Die relativ langen Kelchblätter sind schmal-eiförmig und spitz. Die relativ kleinen, früh abfallenden Kronblätter sind weißlich oder grünlich und nur 1 Millimeter lang und damit viel kürzer als die Kelchblätter.
Es sind fünf kurze Staubblätter und ein oberständiger Fruchtknoten vorhanden.
Die relativ kleine, gelb-grüne, glatte Kapselfrucht ist bei einem Durchmesser von etwa 2–3 Millimetern kugelig und es sind ein beständiger Kelch und Griffelreste vorhanden.
Die Chromosomenzahl beträgt 2n = 20.

## Vorkommen
Der Sternlein ist im Mittelmeerraum verbreitet. Es gibt Fundortangaben für Marokko, Algerien, Tunesien, Libyen, Ägypten, Portugal, Spanien, die Balearen, Frankreich, Korsika, Sardinien, Italien, Kroatien, Nordmazedonien, Albanien, Bulgarien, Griechenland, Kreta, Inseln in der Ägäis, Zypern, den europäischen sowie asiatischen Teil der Türkei, das Gebiet von Libanon, Syrien, Israel sowie Jordanien und die Ukraine. Auf den Kanaren ist die Ursprünglichkeit zweifelhaft.
Er wächst auf Kulturland und Brachland und in der Garigue.

## Taxonomie
Die Erstveröffentlichung erfolgte 1753 unter dem Namen (Basionym) Lysimachia linum-stellatum durch Carl von Linné in Species Plantarum, Tomo 1, Impensis Laurentii Salvii, Holmiae, Seite 148. Die Neukombination zu Asterolinon linum-stellatum (L.) Duby wurde 1844 durch Jean Étienne Duby in Augustin Pyramus de Candolle: Prodromus Systematis Naturalis Regni Vegetabilis ... 8, Seite 68 veröffentlicht. Weitere Synonyme für Asterolinon linum-stellatum (L.) Duby sind: Asterolinon serpyllifolium Ball, Asterolinon stellatum (L.) Hoffmanns. & Link.